# Jens Magnusson
Jens Mikael Magnusson, född 6 december 2004, är en svensk fotbollsspelare som spelar för Västerås SK.

## Karriär

### Ängelholms FF
Magnusson spelade ungdomsfotboll i Ängelholms FF. Den 11 september 2022 debuterade Magnusson för A-laget i en 2–1-förlust mot Gais, där han blev inbytt i den 90:e minuten mot Lucas Larsen. Magnusson gjorde ett mål på fyra matcher i Ettan Södra 2022 samt en match i gruppspelet i Svenska cupen 2021/2022.
I januari 2023 skrev Magnusson på sitt första A-lagskontrakt med klubben. Han gjorde två mål på 29 matcher i Ettan Södra 2023.

### Västerås SK
Den 22 mars 2024 värvades Magnusson av Västerås SK, där han skrev på ett fyraårskontrakt. Magnusson gjorde allsvensk debut den 13 april 2024 i en 1–0-förlust mot Halmstads BK, där han blev inbytt i den 74:e minuten mot Patric Åslund.